# Nhái cây nong-kho
Nhái cây nong-kho (tên khoa học Chirixalus nongkhorensis) là một loài ếch trong họ Rhacophoridae. Chúng được tìm thấy ở Campuchia, Lào, Myanma, Thái Lan, Việt Nam, và có thể cả Trung Quốc.
Các môi trường sống tự nhiên của chúng là các khu rừng ẩm ướt đất thấp nhiệt đới hoặc cận nhiệt đới, các khu rừng vùng núi ẩm nhiệt đới hoặc cận nhiệt đới, vùng đất ẩm có cây bụi nhiệt đới hoặc cận nhiệt đới, đầm nước ngọt có nước theo mùa, và các khu rừng trước đây bị suy thoái nặng nề. Loài này đang bị đe dọa do mất môi trường sống.